# Chen Wenqing

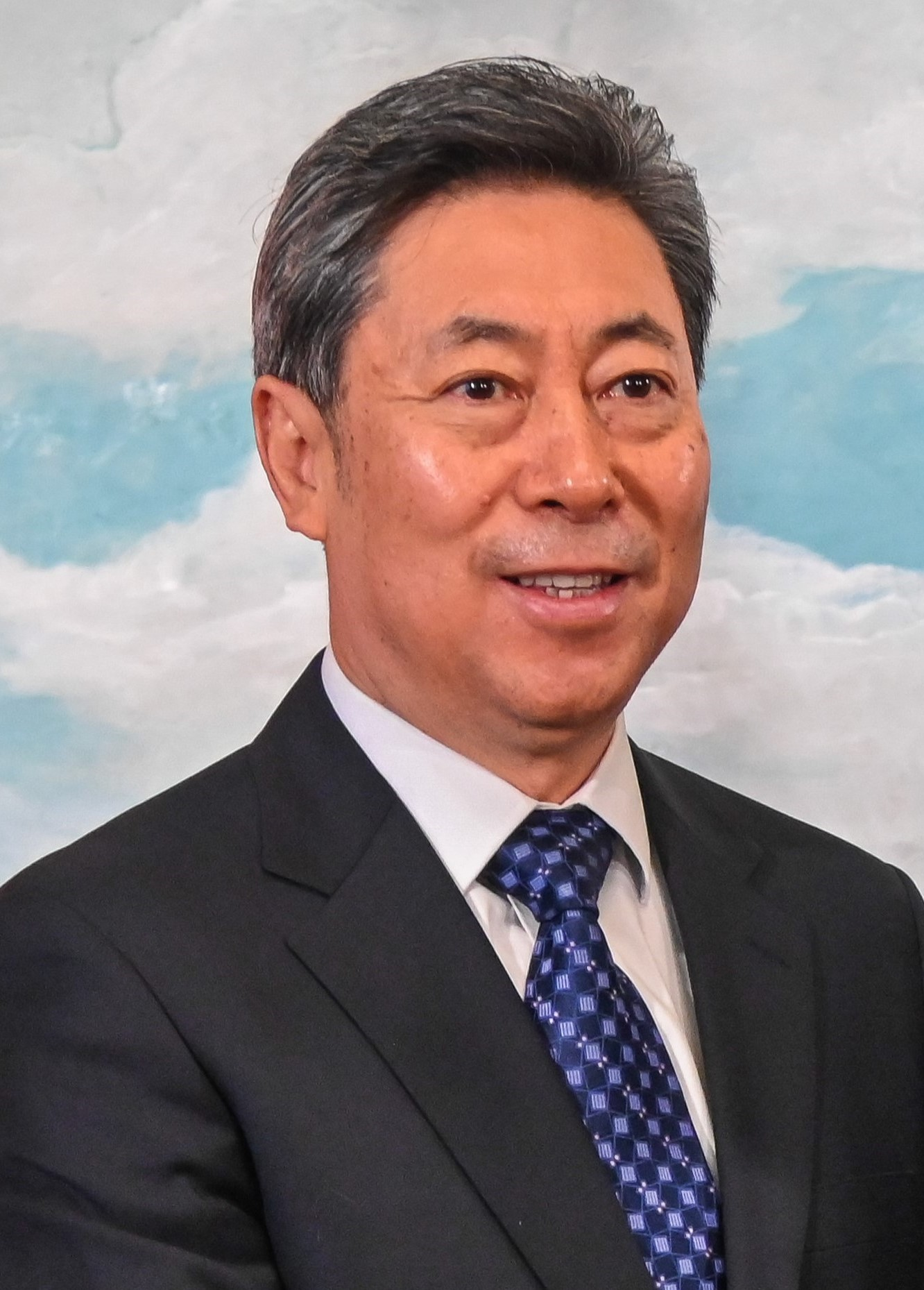
Chen Wenqing (2024)

Chen Wenqing (chinesisch 陈文清, Pinyin Chēn Wénqīng; * Januar 1960 in Renshou, Sichuan) ist ein chinesischer Politiker der Kommunistischen Partei Chinas (KPCh), der unter anderem seit 2016 Minister für Staatssicherheit im Staatsrat der Volksrepublik China ist.

## Leben
Chen Wenqing, der zum Han-Volk gehört, begann nach dem Schulbesuch 1980 ein Studium an der Juristischen Fakultät der Universität für Politikwissenschaft und Recht Südwestchinas in Chongqing, das er 1984 abschloss. Während des Studiums wurde er 1983 Mitglied der Kommunistischen Partei Chinas (KPCh). Nach verschiedenen beruflichen Tätigkeiten war er zwischen 1990 und 1992 erst stellvertretender Direktor sowie danach von 1992 bis 1994 Direktor des Amtes für öffentliche Sicherheit der in der Provinz Sichuan gelegenen bezirksfreien Stadt Leshan. Danach fungierte er zwischen 1994 und 1998 als stellvertretender Direktor des Amtes für öffentliche Sicherheit der Provinz Sichuan sowie des Weiteren von 1997 bis 2002 als stellvertretender Sekretär der Parteiführungsgruppe dieses Amtes. Er war in dieser Zeit zwischen 1998 und 2001 zudem stellvertretender Generalsekretär der Volksregierung der Provinz Sichuan sowie von 1998 und 2002 Direktor des Amtes für öffentliche Sicherheit dieser Provinz. 2002 wurde er Staatsanwalt an der Staatsanwaltschaft der Provinz Sichuan und bekleidete diese Funktion bis 2006.
2003 wurde Chen Deputierter des Nationalen Volkskongress, dem er bis zum Ende der zehnten Legislaturperiode 2008 angehörte. Er war zugleich zwischen 2006 und 2011 Sekretär der Kommission für Disziplininspektion des Parteikomitees der Provinz Fujian. Auf dem XVII. Parteitag der KPCh (15. bis 21. Oktober 2007) wurde er erstmals Mitglied der Zentralen Disziplinarkommission des Zentralkomitee der Kommunistischen Partei Chinas (ZK der KPCh) und gehörte diesem Gremium nach seiner Wiederwahl auf dem XVIII. Parteitag der KPCh (8. bis 14. November 2012) bis zum 25. Oktober 2017 an. Er war zudem zwischen dem 21. Oktober 2007 und dem 25. Oktober 2017 auch stellvertretender Sekretär sowie Mitglied des Ständigen Ausschusses der Zentralen Disziplinarkommission. Ferner fungierte er zwischen 2011 und 2016 als stellvertretender Sekretär des Parteikomitees der Provinz Fujian.
Als Nachfolger von Geng Huichang übernahm Chen Wenqing im November 2016 das Amt als Minister für Staatssicherheit im Staatsrat der Volksrepublik China. Auf dem XIX. Parteitag der KPCh (18. bis 25. Oktober 2017) wurde er zudem Mitglied des ZK der KPCh. Am 19. März 2018 wurde er als Minister für Staatssicherheit im Amt bestätigt.